# Barbara Wirth
Barbara Wirth (* 16. September 1989 in München) ist eine ehemalige deutsche Skirennläuferin. Sie gehörte dem B-Kader des Deutschen Skiverbandes an und war auf die Disziplinen Slalom und Riesenslalom spezialisiert. Ab 1. August 2009 war sie im Rang einer Zollwachtmeisterin Mitglied des Zoll-Ski-Teams der Bundeszollverwaltung.

## Biografie
Wirth wurde als Tochter eines ehemaligen Skilangläufers geboren. Den sportlichen Fußstapfen ihres Vaters wollte sie anfangs noch nicht folgen. Erst ihr Großvater weckte die Leidenschaft für den alpinen Rennsport. Gefördert von ihrem Vater, der das Bewegungstalent seiner Tochter erkannt hatte, bestritt sie ab dem Winter 2004/05 erste FIS-Rennen und gewann erstmals im März 2006. Zu Beginn ihrer Karriere ging sie auch in Super-Gs und Abfahrten an den Start, konzentrierte sich aber bald auf die technischen Disziplinen Slalom und Riesenslalom. 
Von Dezember 2006 an nahm sie regelmäßig an den Rennen um den Europacup teil, bis zum ersten Punktgewinn dauerte es bis Januar 2008. In der Saison 2008/09 erzielte Wirth zweimal einen dritten Platz in einem Europacup-Slalom, sowohl in der Disziplinenwertung als auch in der Gesamtwertung wurde sie Siebte. Hinzu kam der deutsche Juniorenmeistertitel im Riesenslalom. Unmittelbar nach ihren Podestplätzen im Europacup wurde sie im Januar 2009 in den Weltcup-Kader des Deutschen Skiverbandes aufgenommen. Ihr erstes Rennen bestritt sie am 25. Januar 2009 in Cortina d’Ampezzo, blieb aber bis zum Ende der Saison ohne Ergebnis.
Beim Slalom im finnischen Levi am 14. November 2009 fuhr Wirth im ersten Durchgang mit der hohen Startnummer 54 erstmals in ihrer Karriere bei einem Weltcuprennen in das Finale und holte am Ende mit Rang 28 die ersten Weltcuppunkte. Nach einigen ergebnislosen Rennen im Rest des Winters konnte sie in der Saison 2010/11 bereits mehrmals punkten. Bestes Saisonergebnis war der 23. Platz im Slalom von Flachau am 11. Januar 2011. Im Europacup erzielte sie in der Saison 2009/10 mit drei Podestplätzen den vierten Rang im Slalomklassement. Im nächsten Winter wurde sie mit insgesamt neun Top-10-Ergebnissen Sechste in der Europacup-Gesamtwertung.
Zum Auftakt der Saison 2011/12 erreichte Wirth mit Platz 18 im Riesenslalom von Sölden ihr bis dahin bestes Weltcupresultat. Anschließend konnte sie sich jedoch fast zwei Jahre lang nicht mehr auf diesem Niveau halten, da sie zahlreiche Ausfälle zu verzeichnen hatte. Am 5. Januar 2014 erzielte sie ihr bisher bestes Weltcupergebnis mit Platz 9 im Slalom von Bormio. Damit gelang ihr die Qualifikation für die Olympischen Winterspiele 2014 in Sotschi, wo sie 14. im Slalom und 25. im Riesenslalom wurde.
Nachdem sie am 2. März 2016 ihren bevorstehenden Rücktritt vom Spitzensport bekanntgegeben hatte, fuhr sie vier Tage später im slowakischen Jasna ihr letztes Slalomrennen.

## Erfolge

### Olympische Spiele
- Sotschi 2014: 14. Slalom, 25. Riesenslalom

### Weltcup
- 1 Platzierung unter den besten zehn

### Europacup
- Saison 2008/09: 7. Slalomwertung
- Saison 2009/10: 9. Gesamtwertung, 4. Slalomwertung
- Saison 2010/11: 6. Gesamtwertung, 9. Riesenslalomwertung, 10. Slalomwertung
- Saison 2011/12: 5. Riesenslalomwertung
- Saison 2013/14: 10. Slalomwertung
- 8 Podestplätze

### Juniorenweltmeisterschaften
- Formigal 2008: 10. Slalom, 19. Riesenslalom
- Garmisch-Partenkirchen 2009: 10. Riesenslalom, 14. Slalom

### Weitere Erfolge
- 2 deutsche Meistertitel (Slalom 2013 und 2014)
- 13 Siege in FIS-Rennen
- Deutsche Junioren-Riesenslalommeisterin 2009